# Balanus citerosum
Balanus citerosum is een zeepokkensoort uit de familie van de Balanidae. De wetenschappelijke naam van de soort is voor het eerst geldig gepubliceerd in 1973 door Henry.